# استراکاترو
استراکاترو (به انگلیسی: Stracathro) یک روستا در بریتانیا است که در آنگوس واقع شده‌است.